# Witbaarddikbekje
Het witbaarddikbekje (Sporophila caerulescens) is een zangvogel uit de familie Thraupidae (tangaren).

## Verspreiding en leefgebied
Deze soort telt 3 ondersoorten:
- S. c. caerulescens: van oostelijk Bolivia en zuidelijk Brazilië tot centraal Argentinië.
- S. c. hellmayri: oostelijk Brazilië.
- S. c. yungae: centraal Bolivia.